# Bematistes subapicalis
Bematistes subapicalis är en fjärilsart som beskrevs av Embrik Strand 1914. Bematistes subapicalis ingår i släktet Bematistes och familjen praktfjärilar. Inga underarter finns listade i Catalogue of Life.